# Kaarina Heikinheimo
Kaarina Heikinheimo, född 19 november 1946 i Vasa, är en finländsk textilkonstnär.
Heikinheimo utexaminerades från Kreeta Pohjanheimos textilskola i Helsingfors 1968. Hon har sedan dess verkat som fri textilkonstnär i Vasa.
Heikinheimo tillhör de främsta experimentella konstnärerna på sitt område. I sina figurativa textiler har hon ofta utgått från en målning, som hon i sin vävstol överfört till textil, ofta i linne. Ljus och liv åt sina textiler har givit givit genom att väva in koppar- och ståltråd (bland annat i kapellet vid Satakunta centralsjukhus). Vid sidan av textilkonstverk med människofigurer har hon även experimenterat med tredimensionella textilskulpturer och textilkonstverk för stora utrymmen och miljöer, bland annat kyrkointeriörer, servicehus med mera.
Till Heikinheimos mera kända offentliga arbeten hör altartavlor i Bromarv och Ulfsby kyrkor.